# Aslı Erdoğan

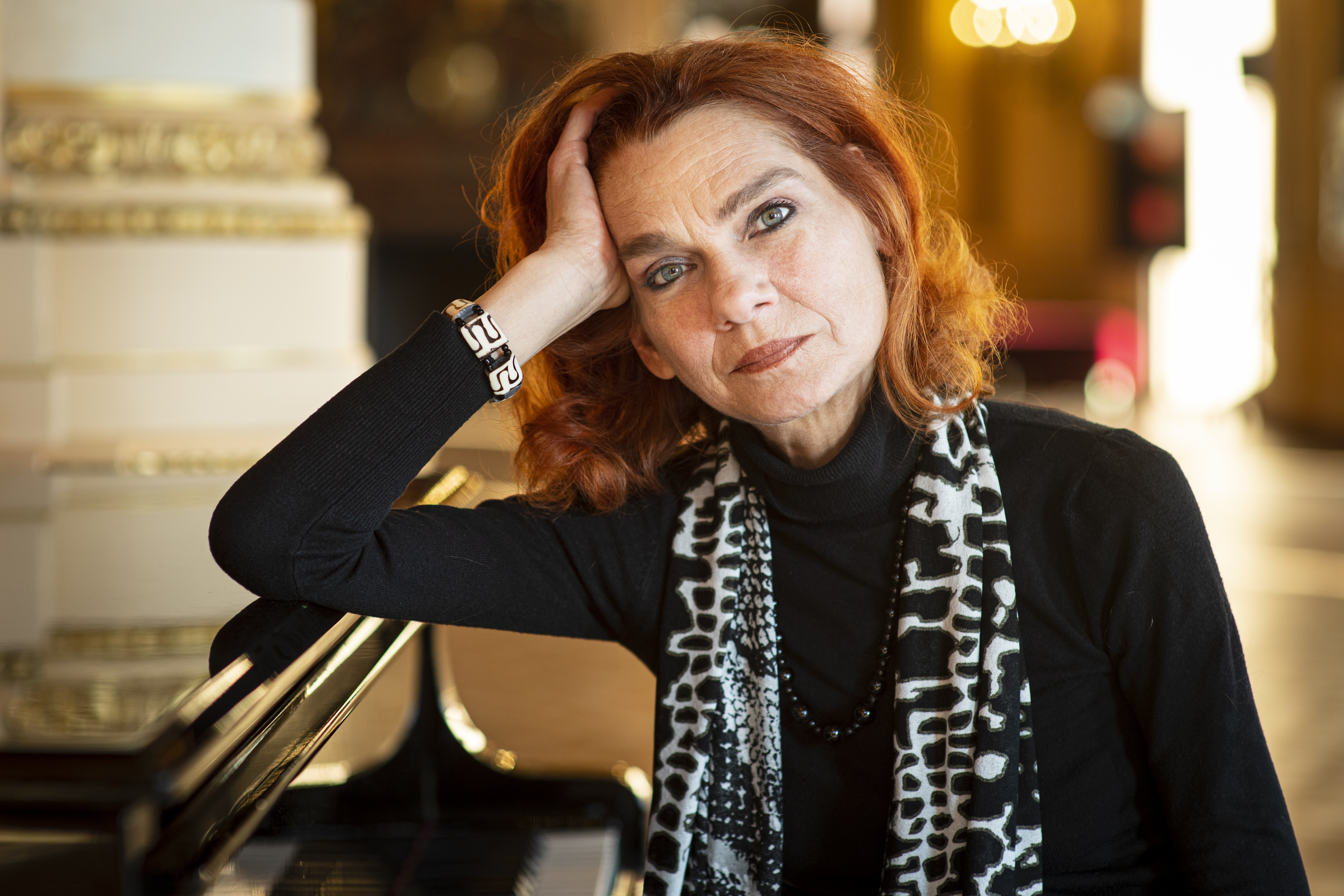
Aslı Erdoğan (2020)

Aslı Erdoğan (* 8. März 1967 in Istanbul) ist eine im Exil in Deutschland lebende Schriftstellerin, Autorin, Teilchenphysikerin, Kolumnistin, Menschenrechtsaktivistin und ehemalige politische Gefangene aus der Türkei. Sie gehört zu den Fürsprechern der kurdischen Minderheit in der Türkei. Als Kolumnistin schrieb sie für verschiedene nationale und internationale Zeitungen, unter anderem Radikal und ab 2011 für die kurdisch-türkische Zeitung Özgür Gündem. Am 16. August 2016 wurde Aslı Erdoğan im Rahmen der so genannten „Säuberungen“ nach dem gescheiterten Militärputsch in der Türkei vom 15. Juli 2016 mit 22 anderen Journalisten der Zeitung verhaftet. Ende Dezember 2016 wurde sie unter Auflagen freigelassen, im September 2017 erhielt sie ihren Pass zurück. Im Februar 2020 wurde Aslı Erdoğan in der Türkei freigesprochen.
Ihre Bücher wurden in mehrere Sprachen übersetzt und in verschiedenen Theaterstücken adaptiert. Für ihre Arbeit wurde sie mit mehreren Preisen ausgezeichnet, unter anderem mit dem Sait-Faik-Literaturpreis, einem der bedeutendsten Literaturpreise der Türkei, dem Erich-Maria-Remarque-Friedenspreis und dem Prix Simone de Beauvoir pour la liberté des femmes.

## Leben
Bereits in ihrer Kindheit schrieb Aslı Erdoğan Gedichte und Kurzgeschichten. Eines ihrer Gedichte wurde in einer Zeitschrift veröffentlicht, als sie zehn Jahre alt war. Während ihrer Universitätszeit begann sie im Alter von 22 Jahren wieder mit dem Schreiben.
Bis 1983 besuchte sie das englischsprachige Robert College in Istanbul-Arnavutköy und studierte nach dem Schulabschluss Informatik und Physik an der Bosporus-Universität. 1988 machte sie einen Bachelor-Abschluss in Informatik.
Aslı Erdoğan leidet an Asthma, chronisch obstruktiven Lungenerkrankungen und Diabetes. Während ihrer Haft 2016 informierte der internationale PEN, dass ihr im Gefängnis eine medizinische Versorgung mit Medikamenten sowie Wasser mehrere Tage verweigert wurden.

### Physikerin und Schriftstellerin
Anschließend arbeitete sie an der Fakultät für Physik ihrer Universität. 1990 verfasste sie ihre erste Novelle, mit der sie beim Literaturwettbewerb Yunus-Nadi-Preis in der Türkei den dritten Platz belegte. Danach konzentrierte sie sich zunächst wieder auf ihre Laufbahn als Wissenschaftlerin.
1991 bekam sie die Gelegenheit, am europäischen Kernforschungszentrum CERN in Genf über das Higgs-Boson zu forschen. Die Arbeitssituation am CERN war für Aslı Erdoğan allerdings alles andere als ideal und wurde von ihr wie folgt beschrieben:

„Ich war erst vierundzwanzig, ich war die einzige Frau, die einzige Türkin in einem Team von französischsprachigen Männern. Frauen waren am Cern generell in der Minderzahl und entsprechend exponiert, und das Konkurrenzdenken, die Aggressivität waren unerträglich. Man kommt dorthin, erwartet lauter Einsteins und Heisenbergs – und was man findet, sind Geschäftsleute und Politiker, jegliche Art von fiesen Tricks, Leute, die sich gegenseitig die Karriere absägen, Daten stehlen; es war hart.“

Trotzdem erstellte sie in dieser Zeit (bis 1993) ihre Masterarbeit in Physik und verfasste parallel dazu ihren ersten Roman Mucizevi Mandarin (dt.: Der wundersame Mandarin), der 1996 publiziert wurde.
1993 kehrte sie nach Istanbul zurück, arbeitete als Assistentin an der Universität und verfasste innerhalb von zwei Monaten den Roman Kabuk Adam. Sie fühlte sich in der Türkei bedroht und zog 1994 nach Brasilien, um an der Päpstlichen Universität von Rio de Janeiro (PUC-Rio) ihre Doktorarbeit zu schreiben. In dieser Zeit wuchs ihr Interesse für Anthropologie und sie unternahm ausgedehnte Forschungsreisen ins Amazonasgebiet. 1994 wurde Kabuk Adam in der Türkei veröffentlicht.
1996 reiste sie wegen finanzieller Schwierigkeiten in die Türkei zurück. Sie kehrte der wissenschaftlichen Arbeit den Rücken. Daraufhin wand sie sich ganz dem literarischen und journalistischen Schreiben zu. Noch im selben Jahr vollendete und publizierte sie ihr in Genf verfasstes Buch Mucizevi Mandarin (dt.: „Der wundersame Mandarin“). 1997 erschien ein Buch mit Kurzgeschichten von ihr mit dem Titel Tahta Kuşlar (dt.: „Holzvögel“), das in neun Sprachen übersetzt wurde. Der Durchbruch als anerkannte Schriftstellerin gelang ihr dann 1998 mit ihrem dritten Buch Kırmızı Pelerinli Kent (dt.: „Die Stadt mit der roten Pelerine“).
In Folge schrieb sie von 1998 bis 2001 Kolumnen mit dem Titel Der Andere für die linksliberale türkische Tageszeitung Radikal, berichtete über die Bedingungen in türkischen Gefängnissen, über Folter, Gewalt gegen Frauen, prangerte die staatlichen Repressionen gegen Kurden an und unterstützte hungerstreikende Gefangene. Seit Anbeginn engagierte sie sich für Menschenrechtsfragen und war beim P.E.N. im Komitee „Schriftsteller in Haft“. Ihre Kolumnen fasste sie in dem Buch Bir Yolculuk Ne Zaman Biter zusammen. Ihre Bücher wurden unter anderem ins Französische, Englische und Kurdische übersetzt.
Bei der Deutschen Welle gewann sie den 1997 für türkischsprachige Beiträge ausgelobten Autorenwettbewerb mit der Kurzgeschichte Holzvögel, die auch den Titel für die veröffentlichte Sammlung abgab. 2010 erhielt sie für ihren Roman Taş Bina ve Diğerleri („Steingebäude“) den Sait-Faik-Literaturpreis, den bedeutendsten Literaturpreis der Türkei.
Von Dezember 2011 bis Mai 2012 weilte Aslı Erdoğan als „writer in residence“ des Literaturhauses Zürich und der Stiftung PWG in Zürich. Von August 2012 bis zum Sommer 2013 war sie „Asylschreiberin“ der Stadt Graz. Nach der Rückkehr in die Heimat setzte sie ihre Arbeit für Özgür Gündem fort. Sie fühlte sich erneut bedroht und war 2015 auf Einladung des ICORN, eines Städtenetzwerks zum Schutz von Schriftstellern, als Gastschreiberin in Krakau.
Im September 2016 verlieh der schwedische P.E.N. der in der Türkei inhaftierten Schriftstellerin den Tucholsky-Preis für Autoren, die im eigenen Land verfolgt oder bedroht werden.

„Man muss den Glauben immer in sich lebendig halten, dass man die Welt verändern kann, wenigstens die Welt in uns selbst. Denn warum sollen wir sonst leben, warum sollen wir dann schreiben?“

### Verhaftung und Prozess
Erdoğan wurde am 16. August 2016 in Istanbul im Rahmen einer Verhaftungswelle von Journalisten und Mitarbeitern der pro-kurdischen Tageszeitung Özgür Gündem festgenommen. Die Verhaftung fand statt, nachdem die Staatsanwaltschaft die Schließung der Zeitung angeordnet hatte. Aslı Erdoğan wurde „Propaganda für eine illegale Organisation“, „Mitgliedschaft bei einer illegalen Organisation“ und „Volksverhetzung“ vorgeworfen. Als Beweismittel gab das Gericht ihre Artikel und Kolumnen an. Nach der Vorführung vor einen Haftrichter wurde Aslı Erdoğan ins Bakirköy-Gefängnis überführt.
Am 18. August 2016 wurden die meisten Journalisten von Özgür Gündem wieder auf freien Fuß gesetzt, während Aslı Erdoğan weiterhin in Untersuchungshaft festgehalten wurde. Im September 2016 wurde dem Schweizer Fernsehen (SRF) ein Brief von Aslı Erdoğan zugespielt, in dem sie über die Verhaftung in Istanbul berichtet. Ihr Appell, die vom Regime von Präsident Recep Tayyip Erdoğan ins Gefängnis geworfenen Schriftsteller nicht zu vergessen, stand im Mittelpunkt der Rede von Heinrich Riethmüller zur Eröffnung der Frankfurter Buchmesse 2016. Im November 2016 forderte die Staatsanwaltschaft in Istanbul wegen u. a. Mitgliedschaft und Propaganda für die verbotene kurdische Arbeiterpartei PKK lebenslange Haft für Aslı Erdoğan.
Am 29. Dezember 2016 wurde der Prozess gegen Erdoğan und acht weitere Angeklagte vor einem Istanbuler Gericht eröffnet. Zur Überraschung aller ordnete der Richter am ersten Prozesstag an, die schwerkranke Aslı Erdoğan, die 70-jährige Linguistin und Übersetzerin Necmiye Alpay und den stellvertretenden Chefredakteur von Özgür Gündem, Zana Kaya, aus der Untersuchungshaft zu entlassen. Allerdings wurde gegen sie gleichzeitig eine Ausreisesperre verhängt. Für eine Haftentlassung von Erdoğan hatte sich unter anderem der Börsenverein des Deutschen Buchhandels eingesetzt. Der Prozess sollte am 2. Januar 2017 fortgesetzt werden.
Aslı Erdoğan nahm zu den Vorwürfen des Staatsanwalts selbst Stellung. In ihrer Verteidigungsrede erläuterte sie sämtliche Artikel, die von der Staatsanwaltschaft als Beweisstücke vorgelegt worden waren und widerlegte die Vorwürfe. Özgür Gündem sei gegründet worden, um dem unterdrückten kurdischen Volk eine Informationsplattform zu geben. In nicht einer ihrer Kolumnen habe sie der Gewalt das Wort geredet. „Ich bin nur eine Schriftstellerin“, erklärte sie. Und: „Man sollte sich schämen, dass eine Schriftstellerin ihre Literatur in einem Gerichtssaal und flankiert von Gendarmen verteidigen muss.“
Die Ausreisesperre für Erdoğan wurde im September 2017 aufgehoben. In Deutschland erhielt sie eine Aufenthaltsbewilligung für zwei Jahre und in Frankfurt ein zweijähriges Stipendium „Stadt der Zuflucht“. Im Februar 2020 wurde sie von einem türkischen Gericht in Istanbul vom Vorwurf des Terrorismus freigesprochen. Mitte Juni 2020 widersprach ein neuer Staatsanwalt dem Freispruch in ihrem Verfahren und ging in Berufung. Im Juni 2021 kassierte ein höheres Gericht den Freispruch, weil online veröffentlichte Artikel nicht unter die Verjährungsgesetze fielen, falls weiterhin zugänglich, und befahl eine erneute Verhandlung in erster Instanz. Am 10. Februar 2022 wurde Aslı Erdoğan erneut freigesprochen, da die fraglichen Artikel nicht mehr online auffindbar waren.
Aslı Erdoğan leidet an der seltenen Autoimmunerkrankung CREST-Syndrom und lebt weiterhin in Deutschland.

## Auszeichnungen
- 1990: 3. Platz Yunus-Nadi-Preis
- 1997: Deutsche-Welle-Literaturpreis
- 2010: Sait-Faik-Literaturpreis
- 2016: Tucholsky-Preis[50]
- 2017: Bruno-Kreisky-Preis für Verdienste um die Menschenrechte[51]
- 2017: ECF Princess Margriet Award for Culture der European Cultural Foundation[52]
- 2017: Theodor-Heuss-Medaille (in Abwesenheit)[53]
- 2017: Erich-Maria-Remarque-Friedenspreis[54][55]
- 2017: Preis für die Freiheit und Zukunft der Medien
- 2017: Stuttgarter Friedenspreis
- 2017: Grazer Menschenrechtspreis
- 2017: Norwegian Authors Union Freedom of Expression Prize[56]
- 2018: Ordre des Arts et des Lettres[57]
- 2018: Prix Simone de Beauvoir pour la liberté des femmes[58]
- 2019: The Vaclav Havel Library Foundation’s Disturbing the Peace Award[59]

## Werke
- Kabuk Adam. 1994.
  - Französisch: L’homme coquillage. Übersetzt von Julien Lapeyre de Cabanes. Actes sud, Arles 2018, ISBN 978-2-330-09733-2.
- Mucizevi Mandarin. 1996.
  - Deutsch: Der wundersame Mandarin. Übersetzt von Recai Hallaç. Ed. Galata, Berlin 2008, ISBN 978-3-935597-73-9.
  - Französisch: Le Mandarin miraculeux. Übersetzt von Jean Descat Actes sud, Arles 2006, ISBN 2-7427-6052-0.
- Tahta Kuşlar. 1997.
  - Französisch: Les Oiseaux de bois. Übersetzt von Jean Descat. Actes sud, Arles 2009, ISBN 978-2-7427-8758-6.
- Kırmızı Pelerinli Kent. 1998.
  - Deutsch: Die Stadt mit der roten Pelerine. Übersetzt von Angelika Gillitz-Acar und Angelika Hoch. Nachwort von Karin Schweißgut. Unionsverlag, Zürich 2008 (Türkische Bibliothek), ISBN 978-3-293-10010-7.
  - Englisch: The City in Crimson Cloak. Übersetzt von Amy Spangler. Soft Skull, New York; Turnaround; London, 2008, ISBN 978-1-933368-74-0.
  - Französisch: La Ville dont la cape est rouge. Übersetzt von Esin Soysal Dauvergne. Actes sud, Arles 2018, ISBN 978-2-330-11354-4.
- Hayatın Sessizliğinde. 2005.
  - Deutsch: Requiem für eine verlorene Stadt. Übersetzt von Gerhard Meier. Penguin, München 2022, ISBN 978-3-641-29135-8.
  - Französisch: Requiem pour une ville perdue. Übersetzt von Cantook Station. Actes sud, Arles 2020, ISBN 978-2-330-13489-1 (Hayatın Sessizliğinde)
- Bir Yolculuk Ne Zaman Biter. 2000.
- Bir Delinin Güncesi. 2006.
- Bir Kez Daha. 2006.
- Taş Bina ve Diğerleri. 2009.
  - Deutsch: Das Haus aus Stein. Roman. Übersetzt von Gerhard Meier. Penguin, München 2019, ISBN 978-3-328-60076-3.
  - Englisch: The Stone Building and Other Places. Übersetzt von Sevinç Türkkan.City Lights Books, 2018, ISBN 978-0-87286-750-5.
  - Französisch: Le Bâtiment de pierre. Übersetzt von Jean Descat. Actes sud, Arles 2016, ISBN 978-2-330-01522-0.
- Artık Sessizlik Bile Senin Degil. 2017.
  - Französisch: Le silence même n’est plus à toi. Übersetzt von Julien Lapeyre de Cabanes. Actes sud, Arles 2019, ISBN 978-2-330-12812-8.

Deutsche Ausgaben:
- Holzvögel. Literaturwettbewerb für die türkische Sprache 1997. Die preisgekrönten Beiträge. Deutsche Welle-Literaturpreis 1997. Önel Verlag, Köln 1998, ISBN 3-933348-01-3.
- Nicht einmal das Schweigen gehört uns noch. Essays. Knaus Verlag, München 2017, ISBN 978-3-8135-0780-5.[60]

Französische Ausgaben:
- Je t’interpelle dans la nuit – Gecede Sana Sesleniyorum. Zweisprachige Ausgabe. Übersetzt von Esin Soysal Dauvergne. MEET, Saint-Nazaire 2009, ISBN 978-2-911686-60-3.